# Los Palmitos
Los Palmitos là một khu tự quản thuộc tỉnh Sucre, Colombia. Thủ phủ của khu tự quản Los Palmitos đóng tại Los Palmitos Khu tự quản Los Palmitos có diện tích 204 ki lô mét vuông. Đến thời điểm ngày 28 tháng 5 năm 2005, khu tự quản Los Palmitos có dân số 19667 người.